# Orkla Media
Orkla Media AS ist ein Medienunternehmen und Zeitungsverlag mit Sitz in Oslo, Norwegen. Bis 2005 war das Unternehmen Teil des norwegischen Orkla-Konzerns, 2006 wurde es von der Mecom Group aufgekauft und aufgesplittet.

## Geschichte
Die Investmentgesellschaft Mecom Group des britischen Medienunternehmers David Montgomery kaufte 2006 das Unternehmen für 970 Mill. Euro. Nach dem Kauf wurde das Unternehmen nach und nach in drei Holdings aufgesplittet: Edda Media (Norwegen), Det Berlingske Officin (Dänemark, heute Berlingske Media) und Rzeczpospolita (Polen).
Im Juni 2005 übernahm Orkla Media in Deutschland die Netzeitung, im Dezember 2005 das Newsportal Golem.de und im Juli 2006 das Medizinportal Netdoktor.de. Im gleichen Atemzug gründete Orkla Media 2005 eine eigene Vermarktungsgesellschaft für die Aktivitäten in Deutschland: die Orkla Media Sales GmbH.
Am 8. Juni 2007 verkaufte Orkla Media die Netzeitung-Gruppe an die BV Deutsche Zeitungsholding. Mit diesem Kauf übernahm die BV Deutsche Zeitungsholding auch die Orkla Media Sales GmbH, also den Online-Vermarkter der Netzeitung-Gruppe. Das Vermarktungsunternehmen ging in der neu gegründeten Online Media Sales Group (OMSG) auf. Mit der Übernahme der Netzeitung durch die BV Deutsche Zeitungsholding wurden die Online-Titel Golem.de und Netdoktor.de an die Verlagsgruppe Georg von Holtzbrinck veräußert.